# Shizuoka Blue Revs
Pour les articles homonymes, voir Yamaha.
Shizuoka Blue Revs, anciennement Yamaha Jubilo (ヤマハ発動機ジュビロ, Yamaha tsudōki jubilo), est un club japonais de rugby à XV qui évolue dans le championnat du Japon de rugby à XV.

## Palmarès
- Finaliste de la Top League en 2015

## Personnalités du club

### Effectif 2024/2025
(c) pour le capitaine, Gras pour un joueur international